# Делано (город, Миннесота)
Делано (англ. Delano) — город в округе Райт, штат Миннесота, США. На площади 6,7 км² (6,7 км² — суша, водоёмов нет), согласно переписи 2002 года, проживают 3837 человек. Плотность населения составляет 576,4 чел./км².
- Телефонный код города — 763
- Почтовый индекс — 55328
- FIPS-код города — 27-15454[1]
- GNIS-идентификатор — 0642749[2]